# Wirtschaftsuniversität Kattowitz

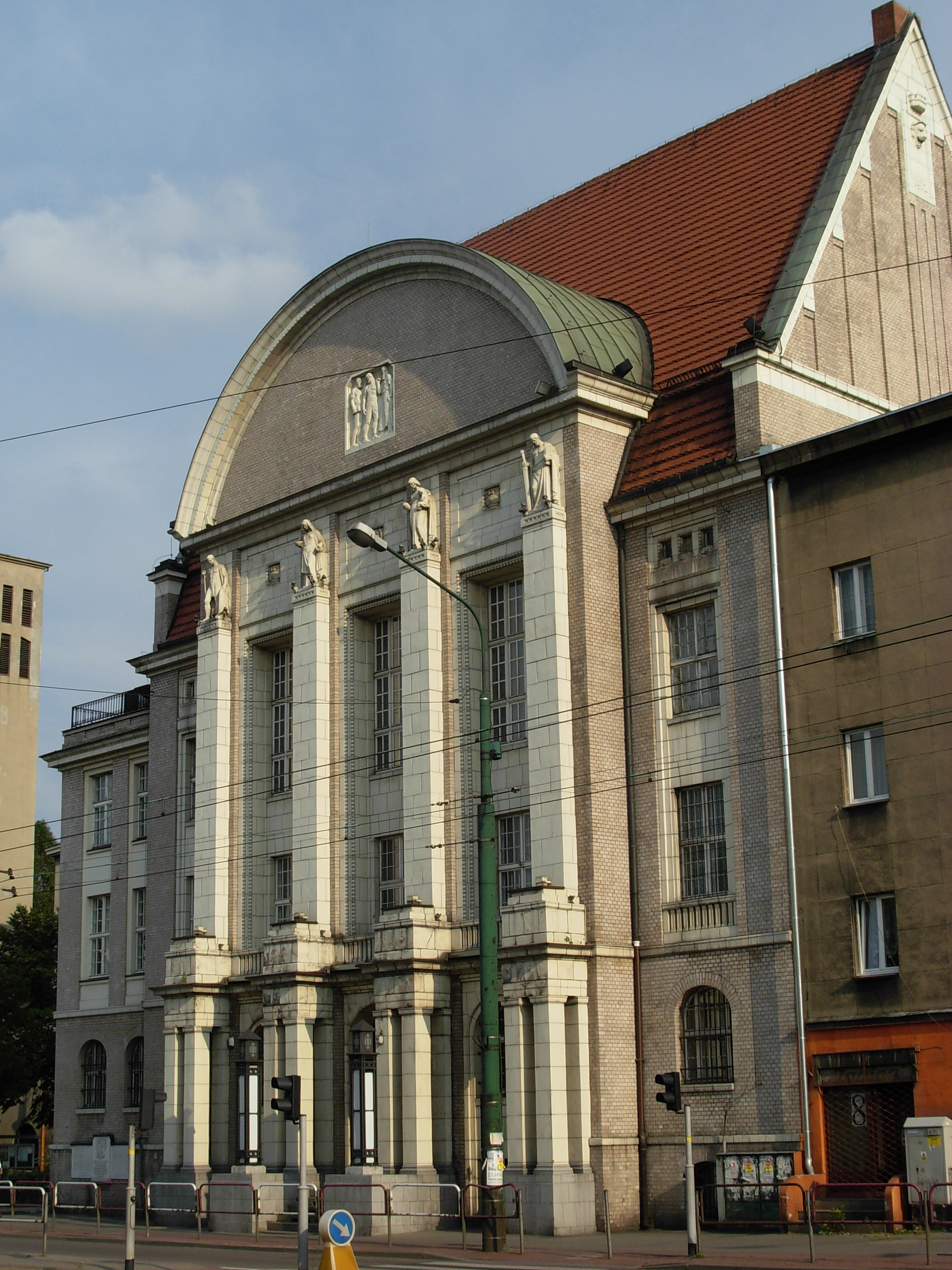
Rektorat der Wirtschaftsuniversität Kattowitz

Die Wirtschaftsuniversität Kattowitz, in Polnisch Uniwersytet Ekonomiczny w Katowicach, international University of Economics in Katowice (bis zum  1. Oktober 2010 als Akademia Ekonomiczna im. Karola Adamieckiego w Katowicach) entstand 1937 in Kattowitz als eine private Hochschule „Wyższe Studium Nauk Społeczno-Gospodarczych“ (dt. Hochschule für Sozial- und Wirtschaftswissenschaften). Die Hochschule hat etwa 15.300 Studenten.